# Рапла
Рапла (ест. Rapla, рус. Рапла) је град у Естонији. Он се налази у средишњем делу државе. Рапла је највећи град и управно средиште истоименог округа Рапла.
У Рапли је према попису из 2007. године у њему је живело 5.617 становника.